# Rypellia himalayensis
Rypellia himalayensis är en tvåvingeart som beskrevs av Shinonaga 1994. Rypellia himalayensis ingår i släktet Rypellia och familjen husflugor.
Artens utbredningsområde är Nepal. Inga underarter finns listade i Catalogue of Life.